# خوسيه ثورييا
خوسيه ثورييا إيه مورال (بالإسبانية: José Zorrilla)‏ شاعر وكاتب مسرحي إسباني، وُلد في بلد الوليد في 21 فبراير عام 1817. بدأ حياته الأدبية من خلال قراءة أبيات شعرية في جنازة الكاتب ماريانو خوسيه دي لارا، وبها نال شهرة كبيرة. تزوج من أرملة تكبره بحوالي بستة عشر عامًا، وفشل هذا الزواج وهرب منها وذهب إلى فرنسا، ثم إلى المكسيك عام 1855، حيث عينه الإمبراطور ماكسيميليان مديرًا للمسرح الوطني. عاد متحمسًا إلى إسبانيا عام 1866، وتزوج مرة ثانية. وبسبب المتاعب المادية، لم يكن أمامه خيارًا آخرً ا إلا بيع أعماله مثل دون خوان تينوريو. وقد منحت له المحاكم معاشًا عام 1886. كان إنتاجه الأدبي غزيرًا، حيث بلغت أشعاره أوجها مع الأساطير، وهي أعمال أدبية صغيرة يحكيها في صورة أبيات شعرية. وتوفي في مدريد عام 23 يناير عام 1893.

## أدب خوسيه ثورييا
هناك ثلاثة عناصر هامة في فهم توجه أدب خوسيه ثورييا. في المقام الأول، تظهر علاقته مع والده المستبد والحاد، والذي رفض بشكل منهجي محبة ابنه، رافضًا أن يغفر له أخطاءه الشبابية. وقال ثورييا في ذكريات الزمن القديم أن والده لم يكن له مكانًا بين ابياته الشعرية ولا في سلوكي الذي كان وحده يمسك بمفتاحه. وفي المقام الثاني، كان يحب إبراز مزاجه الخاص المثير، الذي كان يجذبه تجاه السيدات، حيث تزوج مرتين، وكان لع علاقة حب مع ابنة عمه، وبعض قصص الحب في باريس والمكسيك، والتي كانت تعطي انطباعًا على الرغم من كونه بعيدًا عن عمله دون خوان، إلا أنه في الوقت ذاته كان يسير في طريقه. وشكل الحب ركنًا أساسيًا في إنتاجه الأدبي كاملًا. وفي المقام الثالث، كانت صحته، حيث أنه عند نقطة واحدة في حياته، اخترع المجنون المزدوج، مثلما ظهر في حكايات مجنون عام 1853. وفي كتابه ذكريات الزمن القديم الذي كان يحكي به سيرته الذاتية، تحدث عن هلوسته والمشي أثناء النوم. وكان يتسائل: «متى ظهر ورم المخ وكيف يؤثر على تصرفاته؟ وأنه ربما الدور المهيمن لأدب الفانتازيا عند الكاتب يجد له تفسيرًا في هذا الجانب.»

## أعماله

### الأساطير
- مارجريتا لا تورنيرا
- القاضي الطيب
- الشاهد الأفضل

## الدرامية
- الإسكافي والملك: وتتناول وفاة الملك بيدرو، الخائن والشهيد.
- ''دون خوان تينوريو'' عام 1844. وتعتبر من أشهر أعماله، وكانت تُمثل في كثير من المدن الإسبانية في أوائل شهر نوفمبر من كل عام. وتتناول موضوع مسرحية خادع إشبيلية التي كتبها الكاتب تيرسو دي مولينا في وقت سابق.

## وصلات خارجية
- خوسيه ثورييا على موقع الموسوعة البريطانية (الإنجليزية)
- خوسيه ثورييا على موقع قاعدة بيانات برودواي على الإنترنت (الإنجليزية)
- خوسيه ثورييا على موقع قاعدة بيانات الفيلم (الإنجليزية)